# Stay as a Friend -友達のままで-
『Stay as a Friend -友達のままで-』（セイ・アズ・ア・フレンド ともだちのままでいて）は、日本のロックバンド、PERSONZの13枚目のシングルである。

## タイアップ
ABC・TV朝日系ドラマ『SALE!』主題歌（Stay as a Friend-友達のままで-）

## 収録曲
1. Stay as a Friend -友達のままで-
（作詞：JILL / 作曲：渡邉貢）
2. SUPERSONIC BABYS (Live version 〜 June 3.'94)
（作詞：JILL / 作曲：JILL）
3. Stay as a Friend -友達のままで- (オリジナル・カラオケ)

## 品番
CDS: TODT-3369